# Néma
Néma este un oraș în Mauritania. Este reședința regiunii Hodh Ech Chargui.